# Sibylle Baier
Sibylle Baier es una actriz y cantante alemana de folk. Es una artista cuyo reconocimiento fue bastante tardío a su periodo de actividad. Sus habilidades musicales fueron redescubiertas tras el lanzamiento, en el 2006, de un álbum recopilatorio titulado Colour Green, que incluía canciones grabadas a inicios de los años setenta.

## Carrera
Hacer un viaje por carretera acompañada por un amigo, de los Alpes a Génova, por la vía de Estraburgo; además, el tener la habilidad para tocar piano y guitarra desde que era una niña, fueron las razones suficientes para motivarla a escribir su primera canción: "Remember The Day"
También actuó en la película de 1974 Alice in den Städten, del reconocido director Wim Wenders. Por otro lado, su música fue presentada en los filmes Umarmungen und andere Sachen (1975) y en la película Palermo Shooting (2008). Baier optó  por no seguir en el mundo de la actuación ni el musical. Decidió trasladarse a Norteamérica y concentrarse en su familia.
Las canciones de su álbum Colour Green, fueron registros caseros que Baier grabó en Alemania entre 1970 y 1973. Su hijo Robby compiló en un CD, 30 años más tarde,  algunas de estas grabaciones para regalar a los miembros de su familia. También entregó una copia a J Mascis miembro de Dinosaur Jr's, quién lo llevó a Orange Twin Records. Este sello discográfico fue el encargado del lanzamiento del álbum en el año 2006.

## Discografía
- Colour Green, (Lanzado por Orange Twin Records en 2006)